# Протикашльові засоби
Протикашльові́ за́соби, або протикашльові́ препара́ти, або за́соби про́ти ка́шлю — ліки, які пригнічують позиви до кашлю. Протикашльові засоби приймають у вигляді крапель, соку, капсул або таблеток. Їх застосовують під час сухого, подразливого кашлю без утворення мокротиння.

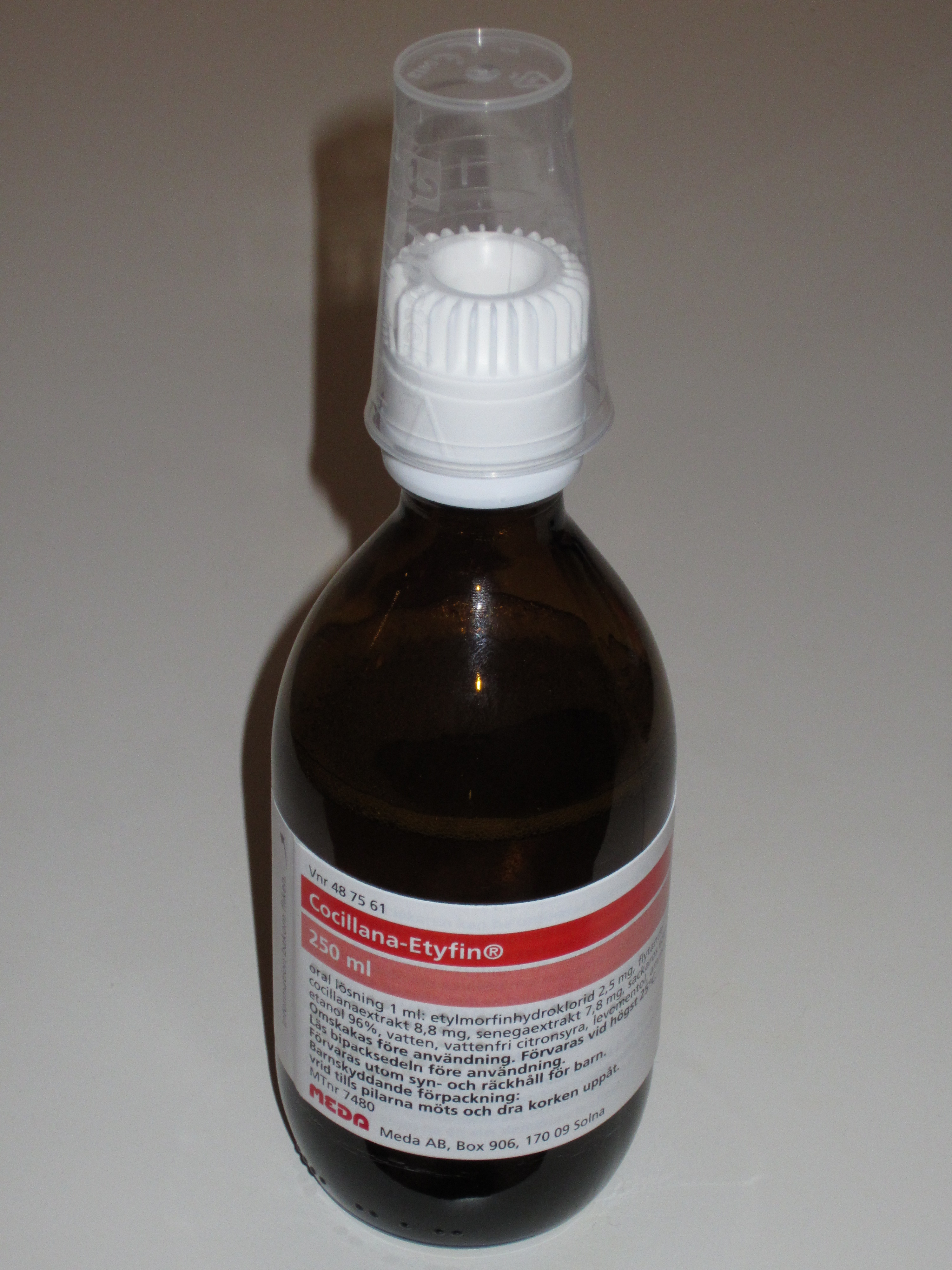
Засіб проти кашлю

Переважну більшість засобів від кашлю отримують з опіатів. Зокрема, до таких належать кодеїн, етилморфіну гідрохлорид (діонін), дигідрокодеїн, декстрометорфан, гідрокодон, норметадон, носкапін, папаверин.
Ці речовини діють через центральну нервову систему і, крім заспокійливої дії на кашльовий центр в стовбурі головного мозку, зазвичай також мають седативну дію. Призначення цих речовин частково регулюється Законом про наркотики, оскільки існує ризик залежності. Ступінь цього, істотно відрізняється між окремими препаратами. Папаверин, наприклад, практично не призвичаює, натомість, ймовірність залежності від кодеїну, дигідрокодеїну і гідрокодону висока. Героїн також, спочатку продавався як засіб проти кашлю.
Молодші речовини, такі як клобутинол і дещо менш ефективний пентоксиверин, не викликають звикання з одночасною відсутністю депресивних (седативних) побічних ефектів. Відносно препаратів, що містять клобутинол, то наприклад Федеральний інститут лікарських засобів (Німеччина), наказав відкликати схвалення їх у червні 2008 року, оскільки в окремих випадках від них можуть виникати серцеві аритмії. Незабаром після цього багато виробників вилучили свою продукцію з ринку.
До ненаркотичних протикашльових засобів належать бенпроперін, бутамірату цитрат, глауцину гідрохлорид, бутетамат, клофеданол, дропропізин, леводропропізин, ізоамініл, дибунат натрію, окселадину цитрат, преноксдіазин, теобромін.
Засоби проти кашлю доцільно приймати лише у разі непродуктивного (без мокроти), сухого подразливого кашлю або перед бронхоскопією. Слід уникати поєднання їх з відхаркувальними засобами, оскільки інакше мокротиння, що утворюється, не буде відкашлюватися.
Лікарські рослини також, можуть полегшити позиви до кашлю. Задля цього використовуються засоби, виготовлені, наприклад, у вигляді водного настою (чай), разом з тим допоміжні речовини повинні захищати запалені слизові оболонки дихальних шляхів і надавати заспокійливу дію на розташовані там рецептори кашлю. Лікарські рослини, які зазвичай використовуються у фармацевтиці, це корінь алтея, липовий цвіт, мальва, ісландський лишайник, чебрець та інші.